# سرگئی خودیاکوف

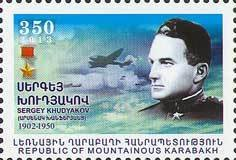

سرگئی آلکساندری خودیاکوف (ارمنی: Սերգեյ Ալեքսանդրի Խուդյակով؛ ۷ ژانویهٔ ۱۹۰۲ – درگذشته۱۸ آوریل ۱۹۵۰) مارشال هوانوردی اهل ارمنستان شوروی بود.

## زندگی‌نامه
با نام اصلی آرمناک آرتم خانپریانتس (ارمنی: Արմենակ Արտեմ Խանփերյանց) در ۷ ژانویهٔ ۱۹۰۲ در متس تاغلار، جمهوری آرتساخ به دنیا آمد . وی در جنگ داخلی روسیه و جنگ جهانی دوم شرکت نمود. خودیاکوف برندهٔ جوایزی همچون نشان پرچم سرخ، مدال دفاع از مسکو، و نشان لنین شده‌است. سرگئی خودیاکوف در روز ۱۴ دسامبر ۱۹۴۶ به اتهام جاسوسی برای بریتانیا در چیتا دستگیر شد و در ۱۸ آوریل ۱۹۵۰ در سن ۴۸ سالگی در مسکو تیرباران شد و در گورستان دونسکوی به خاک سپرده شد. با حکم هیئت رئیسه شورای عالی شوروی در روز ۶ ژوئیه ۱۹۶۵ به وی اعاده حیثیت شد.